# B♭ (音名)

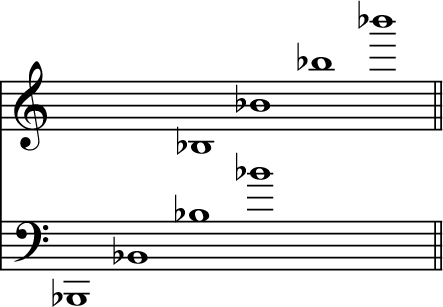
B♭标

B♭(B-flat)是A的一個半音之上，B的一個半音之下。因此，B♭與A♯異名同音。B♭在法語裏是第十一個唱名，稱為lá dièse。在德国，该音名被称为B，英语音名B则被称为H。
在十二平均律中，如果中央C之上的A的頻率是440Hz，那C♭4(中央C之上的B♭的頻率就是大約466.16 Hz。(參見音高)

## 十二律
B♭ 在十二律中对应无射。